# Chminianske Jakubovany
Chminianske Jakubovany – wieś i gmina (obec) na Słowacji, w kraju preszowskim, w powiecie Preszów, 22 km na zachód od miasta Preszów, w zachodniej części Wyżyny Szaryskiej. Pierwsza pisemna wzmianka o miejscowości pochodzi z roku 1334.
Na terenie gminy mieszka (w większości w slumsach) ok. 1600 Romów, choć dokładną liczbę trudno ustalić, gdyż wielu z nich nie znajduje się w ewidencji ludności.